# Henricus de Saxonia
Henricus de Saxonia, vorgeblich ein (im 13. Jahrhundert lebender) Schüler Alberts des Großen, wurde in Inkunabeln als Verfasser des Traktats Secreta mulierum („Frauengeheimnisse“) oder eines Kommentars dazu angegeben. Vermutlich fand sich der Name in der Widmung zu Beginn der Handschrift, die als Druckvorlage diente. In den meisten Handschriften enthält diese Widmungsfloskel keine oder nur abgekürzte Namen, einzelne Handschriften enthalten unterschiedliche ausgeschriebene Namen. Gewöhnlich wurde dieser Traktat über die Natur der Frauen fälschlich Albert dem Großen zugeschrieben und wohl daher Henricus de Saxonia zum Schüler desselben gemacht.
Er ist nicht identisch mit dem Straßburger Arzt Heinrich von Sachsen, der mit vier anderen Ärzten 1349 beauftragt wurde, einen Pesttraktat zu verfassen.

## Drucke, die Henricus de Saxonia als Verfasser oder Kommentator nennen
- Perugia um 1477 im Gesamtkatalog der Wiegendrucke (GW-Nummer GW00762)
- Venedig 1478 im Gesamtkatalog der Wiegendrucke (GW-Nummer GW00763)
- Augsburg 1489 im Gesamtkatalog der Wiegendrucke (GW-Nummer GW00764)
- Rom 1499 (?) im Gesamtkatalog der Wiegendrucke (GW-Nummer GW00766)
- Wien um 1504 im Gesamtkatalog der Wiegendrucke (GW-Nummer GW00765) = A 1416 im VD 16.
- 12:169319K im VD 17.